# Gordon Smith (football, 1924)
Pour les articles homonymes, voir Gordon Smith (homonymie) et Smith.
Gordon Smith est un footballeur international écossais, né le 24 mai 1924, à Édimbourg et mort le 7 août 2004 à North Berwick, East Lothian. Il évolue au poste de milieu droit et est principalement connu pour avoir joué 18 saisons à Hibernian, avec qui il remporte trois titres de champion d'Écosse, mais aussi pour être le seul joueur à avoir remporté le championnat d'Écosse avec trois clubs différents (Hibernian, Heart of Midlothian et Dundee FC). Il fait partie du Scottish Football Hall of Fame, intronisé lors de son inauguration en 2004.
Il compte 19 sélections pour 4 buts inscrits en équipe d'Écosse.

## Biographie

### Carrière en club
Natif d'Édimbourg, il est signé à 16 ans par Hibernian, le grand rival de son club de cœur, Heart of Midlothian, qu'il affronte d'ailleurs et bat 5-3 pour son tout premier match professionnel le 28 avril 1941, au cours duquel il inscrit un triplé.
Avec Bobby Johnstone, Lawrie Reilly, Eddie Turnbull et Willie Ormond, il constitue la fameuse ligne d'attaque d'Hibernian, connue sous le nom de Famous Five et remporte trois titres de champion d'Écosse.
Une blessure récurrente à la cheville laisse un moment croire à la fin de sa carrière, et Hibernian ne renouvelle pas son contrat en 1959. Persuadé de pouvoir encore jouer, Smith paie lui-même l'opération chirurgicale pour sa cheville et signe alors pour son club de cœur, Hearts.
Il retrouve une seconde jeunesse lors de sa première saison avec Hearts, remportant un doublé Coupe de la Ligue-championnat. Sa deuxième saison est gâchée par les blessures et c'est une surprise pour tous les commentateurs de l'époque de voir ce joueur de 37 ans ne pas mettre un terme à sa carrière et s'engager avec Dundee, avec qui il remportera un nouveau titre de champion. 
Il devient ainsi le seul joueur à avoir remporté le championnat d'Écosse avec trois clubs différents, d'autant plus sans que ce soit avec l'un des deux grands clubs de Glasgow.
Il s'accorde une dernière saison, avec le club irlandais de Drumcondra avant de prendre définitivement sa retraite.

### Carrière internationale
Gordon Smith reçoit 19 sélections pour l'équipe d'Écosse (la première, le 23 janvier 1946, pour un match nul 2-2, à l'Hampden Park de Glasgow, contre la Belgique en match amical, la dernière le 26 mai 1957, pour une défaite 1-4, à Santiago Bernabéu, contre l'Espagne en éliminatoires de la Coupe du monde 1958). Il inscrit 4 buts et porte à deux occasions le brassard de capitaine lors de ses 19 sélections.
Il participe avec l'Écosse aux éliminatoires de la Coupe du monde 1958 et aux British Home Championships de 1947, 1948, 1952 et 1956.

#### Buts internationaux
| no | Date        | Lieu                              | Adversaire  | Score final | Compétition                       |
| -- | ----------- | --------------------------------- | ----------- | ----------- | --------------------------------- |
| 1  | 15 mai 1955 | Stade de l'Étoile rouge, Belgrade | Yougoslavie | 2-2         | Match amical                      |
| 2  | 19 mai 1955 | Stade du Prater, Vienne           | Autriche    | 4-1         | Match amical                      |
| 3  | 29 mai 1955 | Népstadion, Budapest              | Hongrie     | 1-3         | Match amical                      |
| 4  | 26 mai 1957 | Santiago Bernabéu, Madrid         | Espagne     | 1-4         | Éliminatoires Coupe du monde 1958 |

## Palmarès

### Comme joueur
- Hibernian :
  - Champion d'Écosse en 1947-48, 1950-51 et 1951-52
  - Vainqueur de la Summer Cup en 1942
- Heart of Midlothian :
  - Champion d'Écosse en 1959-60
  - Vainqueur de la Coupe de la Ligue écossaise en 1960
- Dundee FC :
  - Champion d'Écosse en 1961-62
  - Demi-finaliste de la Coupe des clubs champions en 1962-63